# Ommaney Bay (Schiff)
Die USS Ommaney Bay (CVE–79) war ein Geleitflugzeugträger der Casablanca-Klasse der United States Navy, benannt nach der Ommaney Bay in Alaska.

## Geschichte
Der Kiel der USS Ommaney Bay wurde am 6. Oktober 1943 bei Kaiser Company, Inc., Vancouver, Washington, gelegt und das Schiff am 29. Dezember 1943 durch Frau P. K. Robottom getauft. Am 11. Februar 1944 wurde es unter Captain Howard L. Young in Dienst gestellt.
Am 19. März nahm die Ommaney Bay in Oakland Flugzeuge für Brisbane, Australien an Bord und kehrte nach der Fahrt am 27. April zurück nach San Diego. Von dort lief sie nach Übungen und Reparaturen am 10. Juni 1944 über Pearl Harbor nach Tulagi zur Vorbereitung der Landung auf Palau. Vom 11. September bis Anfang Oktober lag sie vor Peleliu und Anguar und unterstützte die Landungen auf diesen beiden Inseln.
Die Ommaney Bay fuhr danach zu der Insel Manus, um ihre Vorräte aufzufrischen und um danach unter Rear Admiral Felix B. Stump die Landung auf Leyte zu unterstützen. Zu Beginn der Schlacht von Samar am 25. Oktober schickte sie mit den anderen Geleitträgern ihre Flugzeuge gegen die feindliche Flotte. Ihre Flugzeuge versenkten dabei einen japanischen Kreuzer und beschädigten ein weiteres Kriegsschiff in sechs Angriffswellen.
Anschließend nach Verproviantierung operierte das Schiff vor Mindanao und in der Sulusee zur Unterstützung der Landungen auf Mindoro.

## Verlust
Die Ommaney Bay verließ dieses Gebiet an Neujahr 1945. Am 4. Januar 1945, noch in der Sulusee, stürzte sich ein zweimotoriger japanischer Kamikaze-Bomber, der zu spät bemerkt wurde, auf das Schiff. Er streifte die Insel und traf dann die Steuerbordseite. Dabei durchschlug eine Bombe das Flugdeck und explodierte im Hangardeck darunter. Dies löste Folgeexplosionen bei aufgetankten Flugzeugen im Hangar aus und eine weitere Bombe zerstörte bei der Explosion die Löscheinrichtungen des Schiffs. Da gleichzeitig Bordmunition der eigenen Flugzeuge explodierte war ein Löschen unmöglich. Entsprechend wurde um 17:50 Uhr Befehl gegeben, das Schiff zu verlassen, und kurz vor acht Uhr wurde das Schiff durch einen Torpedo des Zerstörers USS Burns versenkt. 93 Mann der Besatzung und zwei auf einem Begleitzerstörer verloren ihr Leben.